# Amaranthe (album)
Amaranthe è l'album di debutto del supergruppo svedese omonimo. Il disco, pubblicato il 13 aprile 2011, è stato definito come una perfetta combinazione di caratteristiche tipiche dell'heavy metal. Nell'ottobre 2011 è uscita un'edizione speciale dell'album, contenente un DVD con i video musicali dei singoli estratti dall'album e materiale video inedito.

## Tracce
1. Leave Everything Behind – 3:19
2. Hunger – 3:13
3. 1.000.000 Lightyears – 3:16
4. Automatic – 3:26
5. My Transition – 3:50
6. Amaranthine – 3:30
7. Rain – 3:45
8. Call Out My Name – 3:17
9. Enter the Maze – 4:05
10. Director's Cut – 4:44
11. Act of Desperation – 3:05
12. Serendipity – 3:26

Deluxe Edition
1. Breaking Point – 3:41
2. A Splinter in My Soul – 3:42

Special US Edition
1. Breaking Point – 3:41
2. A Splinter in My Soul – 3:44
3. Amaranthine (Acoustic) – 3:09
4. Leave Everything Behind (Power Rock Acoustic Version) – 3:18

### DVD
Video Musicali
- Hunger
- Amaranthine

Extra
- Behind the Scenes - The Making of Hunger
- 2011 European Tour Documentary
- Album Recording Studio Diaries

## Formazione
- Elize Ryd - voce
- Jake E. Lundberg - voce
- Andreas Solveström - voce death
- Olof Mörck - chitarra, tastiere
- Johan Andreassen - basso
- Morten Løwe Sørensen - batteria

## Classifiche
| Classifica | Posizione massima |
| ---------- | ----------------- |
| Finlandia  | 16                |
| Svezia     | 35                |